# Albatroz-de-coroa-branca
O albatroz-de-coroa-branca (Thalassarche cauta), também conhecido como albatroz-arisco, é um albatroz que nidifica nas ilhas subantárticas da Austrália e na Nova Zelândia.

## Subespécies
São reconhecidas duas subespécies:
- Thassarche cauta cauta (Gould, 2014) - reproduz-se na Tasmânia e em ilhas adjacentes.
- Thassarche cauta steadi (Falla, 1933) - reproduz-se nas Ilhas Auckland.